# 平都镇
平都镇是江西省安福县下辖的一个镇，为县政府所在地，是全县的政治、经济、文化中心。全镇总面积78.2平方公里，耕地面积28725亩，森林面积53100亩，人口7.6万，辖19个行政村，155个村民小组，142个自然村。

## 行政区划
平都镇下辖以下地区：
安城社区、洞渊阁社区、铁井社区、蒙岗社区、文塔社区、观音塘社区、左家村、李家村、向阳村、上里村、十里村、浮山村、下路村、太源村、冻背村、城南村、陈坪村、罗家村、凤阳村、西林村、江南村、山头村、凤林村、渡河村和五家田村。

## 名胜古迹
安福孔庙
东山文塔
洞渊阁
莲舫庵

## 历史名人
王庭
王圭
欧阳必进
王造时